# Украинский сельский совет (Ивановский район)
Украинский сельский совет (укр. Українська сільська рада) — входит в состав Ивановского района Херсонской области Украины.
Административный центр сельского совета находится в селе Украинское
.

## Населённые пункты совета
- с. Украинское
- с. Червоный Прапор